# 河图街道 (洛阳市)
河图街道，是中华人民共和国河南省洛陽市孟津区下辖的一个乡镇级行政单位。原为城关镇，2023年，撤销城关镇，设立河图街道。

## 行政区划
河图街道下辖以下地区：
长华村、孟庄村、寨沟村、北王庄村、保障村、狮子院村、杨庄村、廛阳村、李家窑村、九泉村、贾滹沱村、寺河南村、牛步河村、上店村、马步村、城东村、孙家沟村、朱家庄村、丁庄村、庆山村、雷庄村、徐岭村、水泉村和桐树凹村。